# Uvaria mocoli
Uvaria mocoli este o specie de plante angiosperme din genul Uvaria, familia Annonaceae, descrisă de De Wild. și Théophile Alexis Durand. Conform Catalogue of Life specia Uvaria mocoli nu are subspecii cunoscute.